# Jean-Baptiste Pham Minh Mân
Gioan Baotixita (Jean Baptiste) Phạm Minh Mẫn, né le 5 mars 1934 à Ca Mau en Cochinchine (Indochine française), est un cardinal vietnamien, archevêque émérite d'Hô-Chí-Minh-Ville (ex-Saïgon) depuis 2014.

## Biographie

### Prêtre
Ordonné prêtre le 25 mai 1965, Jean-Baptiste Pham Minh Mân a exercé son ministère sacerdotal en enseignant au petit séminaire de Cai Rang.
Pendant les événements tragiques qui secouent le pays en 1975, l'Église vietnamienne est persécutée et les séminaires sont fermés. Pendant cette période, il est responsable de la formation des prêtres.
En 1988, quand six grands séminaires peuvent rouvrir, il devient recteur de l'un d'eux.

### Évêque
Le 22 mars 1993, il est nommé évêque coadjuteur de My Tho au Viêt Nam et est consacré le 11 août suivant. Il est nommé archevêque d'Hô-Chí-Minh-Ville, le 1er mars 1998, après trois ans de vacance de ce siège. Le 28 septembre 2013, à moins de six mois de ses 80 ans, le pape François nomme à ses côtés un archevêque coadjuteur en la personne de Paul Bùi Van Ðoc, précédemment évêque de My Tho. Le pape François accepte sa démission le 22 mars 2014.

### Cardinal
Il est créé cardinal par Jean-Paul II lors du consistoire du 21 octobre 2003 avec le titre de cardinal-prêtre de S. Giustino. Il participe aux conclaves de 2005 (élection de Benoît XVI) et de 2013 (élection de François).
Au sein de la curie romaine, il est membre de la Congrégation pour le culte divin et la discipline des sacrements et de la Congrégation pour l'évangélisation des peuples.
Il atteint les quatre-vingts ans le 5 mars 2014, ce qui l'empêche de prendre part aux votes du conclave de 2025 (élection de Léon XIV).